# Tolna (Ungheria)
Tolna è una città di 11 704 abitanti situata nella provincia omonima, nell'Ungheria centro-meridionale.

## Storia
Nei suoi pressi si trovava l'antico castrum romano di Alta Ripa, almeno fin dall'epoca dei Flavi.

## Amministrazione

### Gemellaggi
Tolna è gemellata con:
- Bodegraven, Paesi Bassi
- Stutensee, Germania
- Odorheiu Secuiesc, Romania